# رؤیای بلند ۲
رؤیای بلند ۲ (به کره‌ای: 드림하이 ۲) یک مجموعهٔ تلویزیونی کره جنوبی است که در سال ۲۰۱۲ از شبکه کی‌بی‌اس پخش شد. ستارگان این سریال کانگ سو را، جی‌بی و جین یونگ (عضو گروه گات‌سون)، جین وون (عضو گروه ۲ای‌ام)، جی یون (عضو گروه تی‌آرا)، هیولین (عضو گروه سیستار)، پارک سو جون و آیلی می‌باشد. این سریال دارای ۱۶ قسمت است که از ۳۰ ژانویه تا ۲۰ مارس۲۰۱۲ پخش شد، رؤیای بلند ۲ با توجه به فصل اول این سریال موفقیت کمتری داشت و فقط به طور متوسط دارای رتبه‌های یک رقمی مخاطبان بود.

## خلاصه داستان
فصل دوم سریال رؤیای بلند داستان ستاره‌های قابل تحسینی را روایت می‌کند که پس از فارغ تحصیلی گروه قبلی (شاگردان فصل اول این سریال) در مدرسه هنر شروع به تحصیل ‌کرده‌اند و به دنبال امیدها و آرزوهای خود هستند. با گذشت زمان مدرسه کم کم محبوبیتش را از دست داده و ممکن است بسته شود.
هنرستان با ورشکستگی مالی بخش سرگرمی اوز، تمام مسئولیت‌ها را به عهده گرفته و از طرفی گروه سرگرمی اوز ستاره‌های خود را به هنرستان می فرستد تا طبق قانون، هنرمندان کم سن و سال طی دوره‌ای مشخص به تحصیل بپردازند.
بدین ترتیب با ورود گروه جدید به هنرستان کیرین رقابت شدیدی بین دانش آموزان سخت کوش هنرستان و ستاره‌های تازه وارد گروه اوز به وجود می‌آید و همین باعث می‌شود مدرسه کیرین دوباره زنده شود و پیشرفت چشمگیری کند.

## بازیگران

### اصلی
- کانگ سو را در نقش شین هه سونگ
- پارک جی یون در نقش ریان/ لی جی کیونگ
- جی‌بی در نقش جی‌بی/ جانگ وو جه
- جونگ جین وون در نقش جین یو جین
- هیولین در نقش نانا
- پارک سو جون در نقش لی شی وو

### سایر بازیگران
دانشجوهای کیرین
- جین یونگ در نقش جانگ یی بونگ
- یو سو یونگ در نقش پارک سون دونگ
- کیم جیسو در نقش پارک هونگ جو
- جانگ یئون جو در نقش لی سول
- آیلی در نقش آیلی

معلم‌های کیرین
- جی وای پارک در نقش یانگ جین من (معلم انگلیسی)

- کوان هائه هیو در نقش جو جانگ وان (مدیر مدرسه)
- کیم جونگ تائه در نقش لی کانگ چول (رئيس دانشگاه)
- چوی یئو جین در نقش آن ته یون (معلم آواز)
- کاهی در نقش هیون جیسو (معلم رقص)

بازیگران فرعی
- یون هی سئوک در نقش شین جائه این
- هوانگ می سان در نقش مادر ریان
- جونگ کیو سو در نقش پدر هه سونگ
- رو جئونگ ایوی در نقش شین هه پونگ (خواهر هه سونگ)
  - جو جونگ ئون در نقش جوانی شین هه پونگ (قسمت۱۶)

### بازیگران مهمان
- کیم سو هیون در نقش بازیگر نقش سونگ سام دونگ (قسمت۱)
- آی یو در نقش کیم پیل سوک (قسمت۱)
- مارک توان (گات‌سون) در نقش رقاص پشتیبان آیدول (قسمت۱)

- یونگ کی (دی‌سیکس) در نقش رقاص پشتیبان آیدول (قسمت۱)
- پارک سونگ جون (جمهوری پسران) در نقش رقاص پشتیبان آیدول (قسمت۱)
- لی چانگ می در نقش گایونگ
- تی‌او‌اکس‌آی‌سی در نقش گروهی که با یو جین اجرا می‌کرد (قسمت۲،۱)
- ایم نایون (توایس) در نقش شریک رقص جانگ یی بونگ (قسمت۲)
- مای نیم در نقش گروه آیدول بخش سرگرمی اوز (قسمت۲)
- بوی فرند در نقش خودشان (قسمت۲)
- سای در نقش مربی ورزش (قسمت۶،۵)
- کیم سون نیو در نقش مادر جین یو جین (قسمت۱۲٬۸-۱۶)
- پارک یه ایون (واندر گرلز) در نقش خودش (قسمت۹)
- به سوزی در نقش سوزی (قسمت۱۵)
- میس ای در نقش خودشان (قسمت۱۵)

## ریتینگ
- در جدول زیر، اعداد آبی کمترین رتبه را دارند و اعداد قرمز بالاترین رتبه را نشان می‌دهد.

| قسمت    | تاریخ پخش اصلی | میانگین سهم مخاطب | میانگین سهم مخاطب | میانگین سهم مخاطب | میانگین سهم مخاطب |
| قسمت    | تاریخ پخش اصلی | TNmS              | TNmS              | AGB Nielsen       | AGB Nielsen       |
| قسمت    | تاریخ پخش اصلی | سراسر کشور        | سئول              | سراسر کشور        | سئول              |
| ------- | -------------- | ----------------- | ----------------- | ----------------- | ----------------- |
| ۱       | ۳۰ژانویه، ۲۰۱۲ | ۱۰.۵٪             | ۱۱.۶٪             | ۹.۲٪              | ۹.۸٪              |
| ۲       | ۳۱ژانویه، ۲۰۱۲ | ۹.۸٪              | ۱۱.۷٪             | ۸.۹٪              | ۱۰.۲٪             |
| ۳       | ۶فوریه، ۲۰۱۲   | ۷.۲٪              | ۸.۶٪              | ۸.۲٪              | ۹.۸٪              |
| ۴       | ۷فوریه، ۲۰۱۲   | ۸.۲٪              | ۹.۹٪              | ۹.۸٪              | ۱۱.۷٪             |
| ۵       | ۱۳فوریه، ۲۰۱۲  | ۷.۷٪              | ۹.۱٪              | ۷.۶٪              | ۸.۹٪              |
| ۶       | ۱۴فوریه، ۲۰۱۲  | ۷.۹٪              | ۹.۵٪              | ۷.۹٪              | ۹.۰٪              |
| ۷       | ۲۰فوریه، ۲۰۱۲  | ۸.۱٪              | ۹.۷٪              | ۶.۹٪              | ۹.۹٪              |
| ۸       | ۲۱فوریه، ۲۰۱۲  | ۷.۹٪              | ۹.۲٪              | ۷.۸٪              | ۸.۳٪              |
| ۹       | ۲۷فوریه، ۲۰۱۲  | ۷.۳٪              | ۸.۹٪              | ۷.۷٪              | ۸.۷٪              |
| ۱۰      | ۲۸فوریه، ۲۰۱۲  | ۷.۹٪              | ۹.۱٪              | ۷.۸٪              | ۹.۷٪              |
| ۱۱      | ۵مارس، ۲۰۱۲    | ۶.۴٪              | ۷.۱٪              | ۶.۳٪              | ۷.۱٪              |
| ۱۲      | ۶مارس، ۲۰۱۲    | ۶.۴٪              | ۷.۶٪              | ۷.۱٪              | ۸.۵٪              |
| ۱۳      | ۱۲مارس، ۲۰۱۲   | ۶.۲٪              | ۷.۸٪              | ۵.۲٪              | ۶.۵٪              |
| ۱۴      | ۱۳مارس، ۲۰۱۲   | ۷.۸٪              | ۷.۵٪              | ۹.۷٪              | ۸.۵٪              |
| ۱۵      | ۱۹مارس، ۲۰۱۲   | ۵.۷٪              | ۶.۸٪              | ۵.۷٪              | ۶.۸٪              |
| ۱۶      | ۲۰مارس، ۲۰۱۲   | ۷.۶٪              | ۸.۵٪              | ۹.۴٪              | ۹.۷٪              |
| میانگین | میانگین        | ۷.۷٪              | ۸٫۹٪              | ۷.۸٪              | ۸٫۹٪              |

## پخش بین‌المللی
- الجزایر: آریس در سپتامبر ۲۰۱۶ با زیرنویس عربی در دی‌تی‌وی پخش شد.
- شیلی: ای‌تی‌سی
- سری‌لانکا: پخش آن در صورت تقاضا از طریق ایفلیکس با زیرنویس امکان‌پذیر است.[۴]